# Hogna grandis
Hogna grandis is een spinnensoort in de taxonomische indeling van de wolfspinnen (Lycosidae).
Het dier behoort tot het geslacht Hogna. De wetenschappelijke naam van de soort werd voor het eerst geldig gepubliceerd in 1894 door Nathan Banks. Het is een wolfspin die voorkomt in de Great Plains van Noord-Amerika. Het holotype is afkomstig uit Fort Collins (Colorado).